# اطلس تاریخ بنادر و دریانوردی ایران
اطلس تاریخ بنادر و دریانوردی ایران کتابی به نویسندگی محمدباقر وثوقی و منصور صفت‌گل است که در سال ۱۳۹۶ توسط نشر
سازمان جغرافیایی نیروهای مسلح به زبان فارسی منشتر شد. این کتاب در زمینه تاریخ بوده و در زمستان ۱۳۹۶ در فهرست نامزدهای دریافت جایزه کتاب سال قرار گرفت.
کتاب اطلس تاریخ بنادر و دریانوردی ایران به عنوان یکی از برگزیدگان سی و پنجمین دوره کتاب سال ایران انتخاب شد.

## دربارهٔ کتاب
مجموعه حاضر در قالب تحقیقی فراگیر و بین‌رشته‌ای با محوریت آمایش سرزمینی و تاریخی بنادر و دریانوردی ایران در حوزه‌های جغرافیایی دریای خزر و خلیج فارس و دریای عمان و در دوره زمانی پنج هزار ساله از هزاره سوم پیش از میلاد تا سال ۱۳۹۵ شمسی با مدیریت مرکز بررسی‌ها و مطالعات راهبردی و توسط دانشگاه تهران انجام شده‌است.